# Aeternus

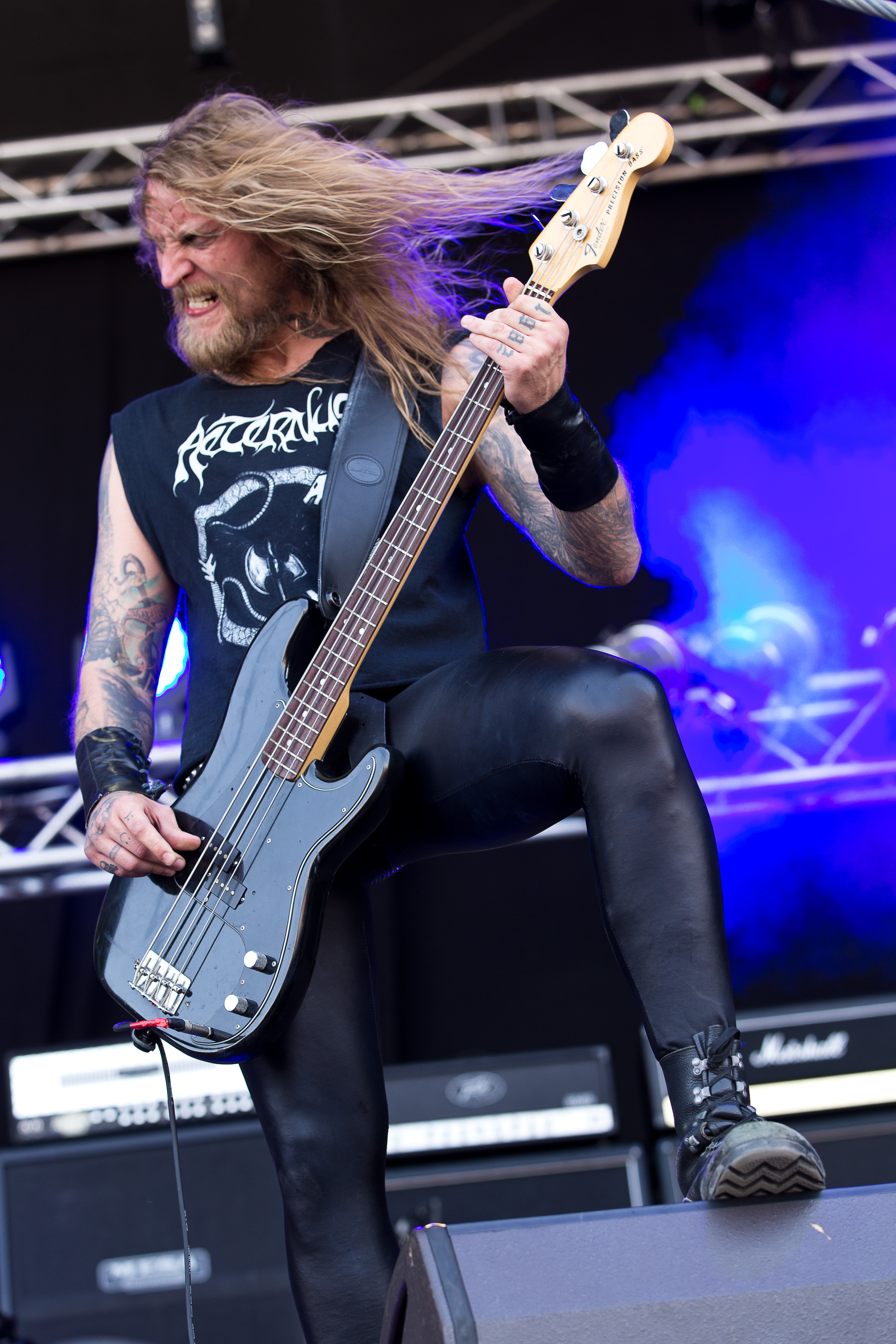
Auftritt von Aeternus auf dem Party.San Open Air 2015

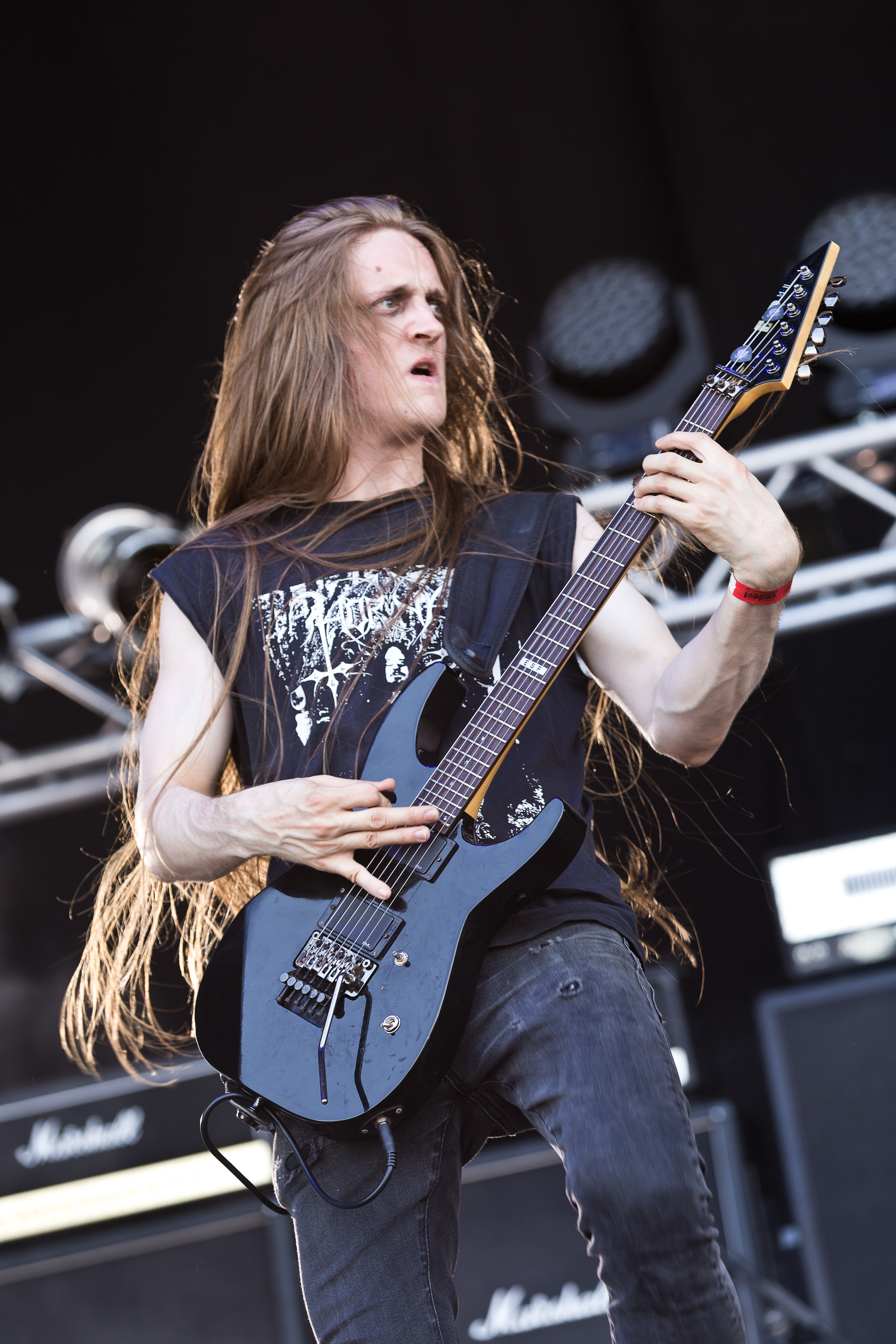
Auftritt von Aeternus auf dem Party.San Open Air 2015

Aeternus ist eine norwegische Metal-Band aus Bergen. Die Musik beinhaltet stilistische Merkmale von Death und Black Metal, die Band selbst bezeichnet ihren Stil als Dark Metal.

## Bandgeschichte
Ares gründete Aeternus 1993 zusammen mit Erik Vrolok. 1994 entstand das einzige Demo Walk My Path. Ares spielte bis auf das Schlagzeug alle Instrumente ein. Von 1994 bis 1997 spielte Ares und von 1996 bis 1998 Vrolok bei Gorgoroth.
1995 erschien die EP Dark Sorcery. Bis 1996 konnte sich keine stabile Besetzung einfinden, erst 1996 stieß mit Morrigan (ex-Obtained Enslavement) eine feste Keyboarderin und Bassistin ein. Um diese Zeit unterzeichneten die Mitglieder von Aeturnus einen Vertrag bei Hammerheart Records. 1997 erschien das Debüt Beyond the Wandering Moon, welches gute Kritiken erhielt. Waren die ersten Alben noch vom Black Metal geprägt, so kam es 1999 mit Shadows of the Old zu einer Hinwendung zum Death Metal. Die Tour erfolgte zusammen mit Red Harvest im Vorprogramm von Mayhem.
Das Debütalbum Beyond the Wandering Moon erschien 1997. Eine Tour mit Emperor und Limbonic Art folgte. 1998 folgte …And So the Night Became. Die anschließende Tour erfolgte im Vorprogramm von Deicide. 1999 stieß mit Radek ein zweiter Gitarrist hinzu.
Morrigan stieg 2001 aus und die Band machte als Trio weiter. Ascension of Terror wurde noch im gleichen Jahr veröffentlicht. 2003 unterschrieb die Band auf dem Label Nocturnal Art Productions von Emperor-Mitglied Samoth und veröffentlichte dort A Darker Monument. 2006 ersetzte S. Winter Vrolok am Schlagzeug. Mit ihm entstand das Album Hexaeon. Winter stieg aber bereits 2007 wieder aus. Sein Ersatz wurde Terris.
2013 erschien das Album ...and the Seventh His Soul Detesteth, das erste Album, welches nicht mehr von Pytten im Grieghalle-Studio aufgenommen wurde.

## Stil
Der Stil der Band gilt als schwer zugänglich. Zu Beginn war die Band stark vom Black Metal beeinflusst, wobei Sänger Ares auf hohe Screams verzichtete und von Beginn an tiefe Growls wie im Death Metal verwendete. Neben Blastbeats und Doublebass-dominierten Riffs bestand die Musik überwiegend aus langsamen Passagen. Typisch war der düstere, monotone Sound der E-Gitarren. Gelobt wird das Schlagzeugspiel auf Beyond the Wandering Moon, welches eher untypisch für Black Metal viele Variationen und Fills enthält. Vereinzelt setzte man auf Folk-beeinflusste Melodien. Auch wurden auf den ersten beiden Alben akustische Breaks wie auf Immortals Diabolical Fullmoon Mysticism oder Dissections Storm of the Light’s Bane eingesetzt.
Ab dem dritten Album Shadows of Old wurden die Death-Metal-Einflüsse dominanter und verdrängten ab Hexaeon die Black-Metal-Elemente komplett. Die Band spielt seitdem einen traditionellen Death Metal, welcher sich am Stil der frühen 90er Jahre orientiert, aber auch von Thrash- und Viking Metal beeinflusst ist. Die neueren Alben wurden von Kritikern eher gemischt aufgenommen, so zeige Hexaeon „spielerische Limitierung“ und „liedschreiberische Defizite“. Besser wurde der Nachfolger aufgenommen, Jonathan Jancsary von Metalnews.de schrieb über ...and the Seventh His Soul Detesteth,  dass „die Jungs wissen, wie man Songs schreibt, die über einen vernünftigen Spannungsbogen verfügen“. Das Album weise trotz des eher schleppenden Tempos Aggressivität und „Heavyness“ auf.

## Diskografie
- Walk My Path (Demo, 1994)
- Dark Sorcery (MCD, 1995)
- Beyond the Wandering Moon (1997)
- …And So the Night Became (1998)
- Dark Rage (7", 1998)
- Shadows of Old (2000)
- Burning the Shroud (MCD, 2001)
- Ascension of Terror (2001)
- A Darker Monument (2003)
- Hexaeon (2006)
- ...And The Seventh His Soul Detesteth (2013)
- ...Heathen (2018)